# Nihat – Alles auf Anfang
Nihat – Alles auf Anfang ist eine deutsche Miniserie von Dominique Moro und ein Spin-Off zu Gute Zeiten, schlechte Zeiten, die für den Streamingdienst RTL+ produziert wurde. In der Streamingserie geht es um die aus der Daily-Soap bekannte Figur Nihat Güney, dargestellt von Timur Ülker, der von Berlin weggeht, um seine Wurzeln und vor allem seine leibliche Mutter zu finden, da er zuvor erfahren hatte, dass seine Eltern nicht seine leiblichen Eltern sind. Die Premiere war am 15. September 2021 auf RTL+, die FreeTV-Premiere wurde am 22. und 23. September auf RTL ausgestrahlt.

## Handlung
Nihat Güney erfuhr wenige Monate zuvor, dass er adoptiert wurde. Er begibt sich auf die Suche nach seiner Familie und vor allem seiner Mutter Asra, die ihn nach seiner Geburt weggegeben hatte. Eine erste Spur führt ihn in die Hamburger Kiez-Kneipe „Cherry Palace“ auf St. Pauli. Dort trifft er auf die Geschäftsführerin, die Drag Queen Madita, die im wirklichen Leben Matthias heißt. Nihat erfährt, dass Asra drei Jahre zuvor bei einem Autounfall starb. Er schließt neue Bekanntschaften in der Kneipe, in der seine Mutter bis zu ihrem Unfalltod in der Buchhaltung arbeitete.
Das „Cherry Palace“ steht aufgrund finanzieller Probleme vor dem Aus. Nihats Halbschwester Liz stiehlt 1 kg Kokain, um die Kneipe zu retten. Die Drogen fallen jedoch unbeabsichtigt in die Elbe und die Drogenmafia entführt ihren besten Freund Yannik.  
Nihats vermeintliche Cousine Shirin, die nach ihrem Weggang aus Berlin in Hamburg lebt, erfährt, dass sie nicht mit Nihat verwandt ist und hilft Liz und Nihat dennoch, Yannik zu befreien. Sie besiegt den Drogenboss Lukas in einem Autorennen, wodurch die Schuld ausgeglichen scheint. Yannik wird daraufhin freigelassen. Liz und Yannik nähern sich an und gehen schließlich eine Beziehung ein. 
Matthias leidet an einem inoperablen Gehirn-Tumor. Die Prognose für seine verbleibende Lebenserwartung liegt bei wenigen Wochen. Er löst seine Lebensversicherung auf, nimmt einen Kredit auf und kann daraufhin das „Cherry Palace“ kaufen.
Lukas erpresst Matthias, um im „Cherry Palace“ Geld zu waschen. Während einer Drogenübergabe auf dem Flugplatz Hamburg-Finkenwerder versuchen Matthias und Nihat ihn zu überführen. Lukas erschießt Matthias daraufhin rücksichtslos.
Shirin lockt Lukas nach einem One-Night-Stand in einen Hinterhalt. Der Versuch scheitert jedoch. Auf seiner Flucht zwingt Lukas Liz, ihn zum Hamburger Hafen zu fahren. Dort angekommen, gerät er in eine Schießerei mit dem Clanchef Marco, der von Shirin auf ihn angesetzt wurde und dabei verwundet wird. Lukas versucht mit einem Motorboot zu fliehen. Im Kampf mit Nihat kommt Lukas auf dem verunfallten Boot ums Leben. Nihat wird aus dem Wasser gerettet.
Das Team des „Cherry Palace“ verabschiedet sich auf der Beerdigung gemeinsam von Matthias bzw. Madita. Liz übernimmt das Lokal.

## Episodenliste
| Nr. | Originaltitel | Erstausstrahlung |
| --- | ------------- | ---------------- |
| 1   | Folge 1       | 22. Sep. 2021    |
| 2   | Folge 2       | 22. Sep. 2021    |
| 3   | Folge 3       | 22. Sep. 2021    |
| 4   | Folge 4       | 22. Sep. 2021    |
| 5   | Folge 5       | 22. Sep. 2021    |
| 6   | Folge 6       | 23. Sep. 2021    |
| 7   | Folge 7       | 23. Sep. 2021    |
| 8   | Folge 8       | 23. Sep. 2021    |
| 9   | Folge 9       | 23. Sep. 2021    |
| 10  | Folge 10      | 23. Sep. 2021    |

## Besetzung

### Hauptdarsteller
| Rolle                        | Schauspieler         | Folgen | Bemerkungen                                                                                      |
| ---------------------------- | -------------------- | ------ | ------------------------------------------------------------------------------------------------ |
| Nihat Güney                  | Timur Ülker          | 10     | Lokalbesitzer aus Berlin; Halbbruder von Liz; vermeintlicher Cousin von Shirin                   |
| Drag Queen Madita (Matthias) | Nico Birnbaum        | 8      | Geschäftsführer der Kiez-Kneipe „Cherry Palace“ auf St. Pauli; Vaterfigur für Liz                |
| Liz                          | Sarah Mangione       | 10     | Tänzerin im „Cherry Palace“; Halbschwester von Nihat; Beste und später feste Freundin von Yannik |
| Lukas Wolf                   | Matthias Ludwig      | 9      | Drogenboss; One-Night-Stand von Shirin                                                           |
| Yannik                       | Maximilian Schneider | 10     | Bester und später fester Freund von Liz                                                          |
| Shirin Akıncı                | Gamze Senol          | 10     | Arbeitet in einer Autowerkstatt; vermeintliche Cousine von Nihat; One-Night-Stand von Lukas      |
| Tom                          | Maximilian Beck      | 5      |                                                                                                  |
| Johnny                       | Tino Führer          | 10     | Türsteher des „Cherry Palace“ und Vertrauter von Madita                                          |
| Sasha                        | Johannes Ahn         | 9      | Führt für Lukas dessen illegale Geschäfte.                                                       |

### Nebendarsteller
| Rolle                                  | Schauspieler    | Folgen | Bemerkungen       |
| -------------------------------------- | --------------- | ------ | ----------------- |
| Prof. Dr. Dr. Hans-Joachim „Jo“ Gerner | Wolfgang Bahro  | 1      | Anwalt aus Berlin |
| Clanchef Marco                         | Neven Pilipović | 2      | Clanchef          |

## Produktion
Gedreht wurde die Miniserie in Berlin und Umgebung sowie in Hamburg.

## Spin Off
Neben Timur Ülker ist auch Wolfgang Bahro in seiner Rolle aus Gute Zeiten, schlechte Zeiten zu sehen. Gamze Senol war als Shirin Akıncı in der Serie bis 2020 zu sehen.

## Sonstige Spin-Offs
- Auch Sunny Richter, gespielt von Valentina Pahde, bekam bereits im Jahr 2020 ein auf sie zugeschnittenes Spin-Off von Gute Zeiten, schlechte Zeiten mit dem Titel Sunny – Wer bist du wirklich?.[9]
- Mit Leon – Glaub nicht alles, was du siehst bekam die Serie ein auf Leon Moreno (Daniel Fehlow) zugeschnittenes Spin-Off, welches 2021 gedreht wurde. Im September 2022 begannen Dreharbeiten für eine Fortsetzung mit dem Titel Leon – Kämpf um deine Liebe.[10] Die TV-Premiere wurde am 11. Januar 2023 auf RTL ausgestrahlt. Seit dem 4. Januar 2023 ist der Film auf RTL+ verfügbar.[11]

## Trivia
- Die fiktive ‚GUFA-Bank‘ aus Alles was zählt, Unter uns und GZSZ zahlt einen Kredit zum Erhalt des „Cherry Palace“.